# Marcus Ulpius Gemellinus
Marcus Ulpius Gemellinus (oder Geminus) war ein im 2. Jahrhundert n. Chr. lebender Angehöriger des römischen Ritterstandes (Eques).
Durch eine Inschrift, die bei Sarmizegetusa gefunden wurde und die auf 107/130 datiert wird, ist belegt, dass Gemellinus Präfekt einer Kohorte mit der Ordnungszahl II war. Die Inschrift ist nicht vollständig erhalten. Die Lesung der Inschrift bei der EDCS ist M(arco) Ulp(io) Gem[ellino] praef(ecto) coh(ortis) II [Fl(aviae) Com(magenorum?)]; laut EDCS war Gemellinus daher vermutlich Kommandeur der Cohors II Flavia Commagenorum. John Spaul ordnet Geminus dagegen einer anderen Einheit, nämlich der Cohors IIII Hispanorum, zu; er ergänzt das Cognomen des Präfekten zu Geminus.